# 全音階
全音階（ぜんおんかい、英語: diatonic scale）とは、七音音階の一種であり、オクターヴの音程を5つの全音と2つの半音で満たす音階である。古代ギリシアのディアトノンのテトラコルドに由来する。
全音階は以下のように、全音が二つ、半音、全音が三つ、半音という配列を取る。
ド 全音 レ 全音 ミ 半音 ファ 全音 ソ 全音 ラ 全音 シ 半音 （ド）
この階名はグイード・ダレッツォが考案したものである。
これをドから始めると長音階、ラから始めると（自然）短音階になる。

## 音度と機能
階名では、長音階と短音階とで同じ働きの音に異なる名前が付いてしまうので、それを克服するために、それぞれの音階の最初の音（長調のド、短調のラ）をi (1) 度音、そのすぐ上の音（長調のレ、短調のシ）をii度音と呼び、以下、iii度音、iv度音……vii度音と呼ぶ。これを音度と呼ぶ。
また、特に以下の4音には、その機能を端的に表した呼び方がある。
- i度音 - 主音（トニック、トニカ）
- iv度音 - 下属音（サブドミナント）
- v度音 - 属音（ドミナント）
- vii度音 - 導音（リーディング・トーン）

その他、あまり用いられないが、ii度音=上主音（スーパートニック）、iii度音=中音（ミーディアント）、vi度音=下中音（サブミーディアント）、主音の長2度下のvii度音=下主音（サブトニック）という呼び方がある。